# Ángel Marcos Salas
Ángel Marcos Salas (Madrid, 1904-Toulouse, 1988) fue un sindicalista español.

## Biografía
Nació en Madrid en 1904, en el seno de una familia obrera. Ferroviario de profesión, Marcos Salas fue miembro de la Confederación Nacional del Trabajo (CNT).
En julio de 1936, tras el estallido de la Guerra civil, fue nombrado miembro del Comité Confederal en la Estación central de Madrid y poco después se hizo cargo de una centuria de la columna «Del Rosal». Posteriormente pasó a formar parte del comisariado político del Ejército Popular de la República. Llegó a ejercer como comisario de las brigadas mixtas 30.ª, 80.ª y 140.ª, tomando parte en la batalla del Ebro. Tras el final de la contienda marchó al exilio en Francia, donde fue internado en un campo de concentración.
Pasó a vivir en la ciudad francesa de Toulouse, donde continuaría desarrollando diversas actividades en el seno de la CNT hasta su fallecimiento en 1988.